# Coimbra (district)
District Coimbra (IPA: [kuˈĩbɾɐ]) is een district in Portugal, met een oppervlakte is 3947 km². Daarmee is Coimbra het op elf na grootste district van Portugal. Het district grenst in het noorden aan Aveiro en Viseu, in het oosten aan Guarda en Castelo Branco, in het zuiden aan Leiria en in het westen aan de Atlantische oceaan. Het inwoneraantal van Coimbra is 408.631 (2021). Hoofdstad is de gelijkname stad Coimbra.
District Coimbra is verder onderverdeeld in 17 gemeenten:
- Arganil
- Cantanhede
- Coimbra
- Condeixa-a-Nova
- Figueira da Foz
- Góis
- Lousã
- Mira
- Miranda do Corvo
- Montemor-o-Velho
- Oliveira do Hospital
- Pampilhosa da Serra
- Penacova
- Penela
- Soure
- Tábua
- Vila Nova de Poiares

## Demografische ontwikkeling
Aveiro · Beja · Braga · Bragança · Castelo Branco · Coimbra · Évora · Faro · Guarda · Leiria · Lissabon · Portalegre · Porto · Santarém · Setúbal · Viana do Castelo · Vila Real · Viseu

Autonome regio's van Portugal: Azoren · Madeira